# Dioridium borgmeieri
Dioridium borgmeieri är en skalbaggsart som först beskrevs av Lane 1972.  Dioridium borgmeieri ingår i släktet Dioridium och familjen långhorningar. Inga underarter finns listade i Catalogue of Life.